# جون لیلیگرین
جون لیلیگرین (به انگلیسی: Jon Lilygreen) (زاده ۴ اوت ۱۹۸۷) خواننده ولزی است.
او در مسابقه آواز یوروویژن ۲۰۱۰ به همراه د ایسلندر نماینده قبرس بود.